# Manuel Faisst
Manuel Faisst ou Manuel Faißt en graphie allemande, né le 11 janvier 1993 à Furtwangen, est un coureur allemand du combiné nordique. Il est le frère de Melanie Faisst, sauteuse à ski de haut niveau.

## Carrière
Dans sa jeunesse il est entraîné par son père Klaus et rejoint l'équipe d'Allemagne C à l'âge de 13 ans.
Au Festival olympique de la jeunesse européenne 2009 à Szczyrk, Faisst décroche ses premiers succès avec une victoire sur le sprint et la compétition par équipes. Il est aussi deuxième de la Coupe OPA en 2009 et 2010.
Licencié au SV Baiersbronn, il démarre en Coupe du monde en décembre 2009 à Lillehammer, marque ses premiers points lors de la saison 2011-2012, se classant notamment septième à Ramsau am Dachstein, puis en février 2013, il gagne une course en relais à Sotchi avec Eric Frenzel, Björn Kircheisen et Johannes Rydzek. 
Dans les Championnats du monde junior, il a remporté un total de cinq médailles dont trois titres, tous obtenus en 2013 à Liberec et une médaille d'argent en individuel en 2012 à Erzurum. Il obtient son premier podium individuel en Coupe du monde le 20 décembre 2015 à Ramsau (3e).
Il obtient son deuxième podium en février 2017 à Sapporo, juste avant de participer aux Championnats du monde de Lahti, où il est 17e. En 2018, il est auteur d'un autre podium individuel en Coupe du monde au Japon, à Hakuba, mais manque la sélection pour les Jeux olympiques de Pyeongchang, en raison d'une forme irrégulière.
Même s'il parvient à améliore encore ses classements généraux en Coupe du monde en 2019 et 2020 (à chaque fois dixième), obtenant seulement deux podiums en relais.
Pour l'étape d'ouverture de la saison 2020-2021, il arrive à la troisième place de la troisième manche disputée à Ruka.

## Palmarès
| Épreuve / Édition | Individuel     | Individuel     | Par équipes Grand tremplin |
| Épreuve / Édition | Petit tremplin | Grand tremplin | Par équipes Grand tremplin |
| JO 2022 Pékin     | -              | 4e             | Argent                     |

### Championnats du monde
| Épreuve / Édition        | Individuel     | Individuel     | Par équipes           | Par équipes           |
| Épreuve / Édition        | Petit tremplin | Grand tremplin | Grand tremplin Sprint | Petit tremplin Relais |
| Mondiaux 2017 Lahti      | 17e            | -              | -                     | -                     |
| Mondiaux 2019 Seefeld    | -              | 14e            | -                     | -                     |
| Mondiaux 2021 Oberstdorf | -              | 19e            | -                     | -                     |

### Coupe du monde
- Meilleur classement général : 10e en 2019, 2020 et 2021.
- 8 podiums individuels : 8 troisièmes places.
- 8 podiums par équipes dont 1 victoire.
- 2 podiums par équipes mixte : 1 deuxième place et 1 troisième place.

#### Classements en Coupe du monde
| Année     | Classement général final |
| 2011-2012 | 35e                      |
| 2012-2013 | 32e                      |
| 2013-2014 | 26e                      |
| 2014-2015 | 28e                      |
| 2015-2016 | 11e                      |
| 2016-2017 | 13e                      |
| 2017-2018 | 15e                      |
| 2018-2019 | 10e                      |
| 2019-2020 | 10e                      |
| 2020-2021 | 10e                      |
| 2021-2022 | 16e                      |
| 2022-2023 | 10e                      |

### Championnats du monde junior
- Médaille d'or en individuel à Liberec en 2013.
- Médaille d'or en sprint en 2013.
- Médaille d'or par équipes en 2013.
- Médaille d'argent en individuel à Erzerum en 2012.
- Médaille de bronze par équipes en 2012.

### Festival olympique de la jeunesse européenne
- Médaille d'or par équipes en 2009.
- Médaille d'or en sprint en 2009.

### Championnats d'Allemagne
- Champion en sprint par équipes en 2013, 2016, 2018, 2019 et 2020.